# Adler-Zwergbeutelratte
Die Adler-Zwergbeutelratte (Marmosa adleri) ist ein Säugetier in der Familie der Beutelratten (Didelphidae), das in Panama und möglicherweise auch an der Karibikküste von Costa Rica und im nordwestlichen Kolumbien vorkommt. Die Art wurde erst 2021 beschrieben und nach Gregory H. Adler, dem Sammler des Holotyps, benannt.

## Merkmale
Die bei der Erstbeschreibung vermessenen Exemplare hatten eine Kopf-Rumpf-Länge von 12 bis 15 cm, einen 21,5 bis 23,6 cm langen Schwanz und ein Gewicht von 40 bis 68 g. Die Adler-Zwergbeutelratte ist damit deutlich kleiner als Alstons Wollige Zwergbeutelratte (Marmosa alstoni) und Marmosa nicaraguae. Der Hinterfuß der Adler-Zwergbeutelratte ist 2 bis 2,3 cm lang, die Ohren haben eine Höhe von 2,2 bis 2,5 cm.
Marmosa adleri

Link zum Bild

Das Fell ist einfarbig dunkel graubraun oder olivbraun. Die Wangen und die Gesichtsmitte sind hell ockerfarben. Die Haare sind nicht wollig, sondern glatt und auf der Mitte des Rückens 7 bis 9 mm lang. Am Bauch und der Innenseite der Vorderbeine haben die Haare eine graue Basis. Die Ohren sind dunkel. Die Weibchen haben neun Zitzen, je vier rechts und links und eine mittige. Der sehr lange Schwanz (ca. 160 % der  Kopf-Rumpf-Länge) ist zum größten Teil unbehaart. Lediglich die Basis ist auf den ersten 10 bis 15 mm mit kurzen, weniger als 5 mm langen Haaren bedeckt. Der Schwanz ist dunkel; bei einigen Exemplaren ist die Schwanzspitze hell. Die Pfoten sind auf der Oberseite mit kurzen, hellen Haaren bedeckt.

## Lebensraum
Die Adler-Zwergbeutelratte lebt in Primärregenwäldern, älteren Sekundärwäldern und feuchten Nebelwäldern bis in Höhen von 1500 Metern, teilweise auch in Obstgärten und Kakaoplantagen. Der Lebensraum ist für gewöhnlich regenreich, die Vegetation ist immergrün und beinhaltet Moospolster, viele Farne, Baumfarne, Bromelien, Orchideen, Helikonien, Sträucher, bis zu 12 Meter hohe Palmen und bis zu 30 Meter hohe Übersteher. In Teilen des Verbreitungsgebietes (Zentralpanama) gibt es jedoch auch eine Trockenzeit.

## Systematik
Die Beutelrattenart wurde im Jahr 2021 durch den amerikanischen Mammalogen Robert S. Voss und seine Kollegen Thomas C. Giarla und Sharon A. Jansa im Rahmen einer Revision der Untergattung Micoureus als eigenständige Art erkannt und wissenschaftlich beschrieben. Vorher gehörten die Tiere zu Alstons Wolliger Zwergbeutelratte (Marmosa alstoni). Diese Art ist jedoch auf das Hochland von Costa Rica beschränkt. Adler-Zwergbeutelratte ist die Schwesterart von Alstons Wolliger Zwergbeutelratte.

## Belege
1. 1 2 3 4 5  Robert S. Voss, Thomas C. Giarla, Sharon A. Jansa: A Revision of the Didelphid Marsupial Genus Marmosa Part 4. Species of the Alstoni Group (Subgenus Micoureus). In: American Museum Novitates. Band 2021, Nr. 3983, 8. Dezember 2021, ISSN 0003-0082, doi:10.1206/3983.1 (bioone.org).